# 怡球
怡球集團（Ye Chiu Group），總部設於中國江蘇省太倉市，源起於1984年在馬來西亞創立「怡球金屬熔化公司」，為東南亞產量最大的再生鋁合金錠生產公司。

## 歷史
- 1984年：於馬來西亞成立「怡球金屬熔化公司」
- 1995年：於倫敦金屬交易所掛牌，牌號：YECHIU TC
- 1996年：於馬來西亞吉隆坡股票交易所上市並加入歐洲廢料循環協會（英语：Bureau of International Recycling）以及美國廢料再生工業協會（英语：Institute of Scrap Recycling Industries）
- 2001年：於中國江蘇省太倉市成立「怡球金屬(太倉)有限公司」
- 2002年：於美國成立「美國金屬出口公司」
- 2006年：研發並啟用全中國第一臺金屬廢料切碎分選機
- 2009年：怡球金屬(太倉)有限公司更名為「怡球金屬資源再生(中國)股份有限公司」
- 2012年：怡球金屬資源再生(中國)股份有限公司於4月23日成功在上海A股上市，成為成功在中國上市的台資企業之一

## 關係企業
- 怡球金屬熔化公司：
- 怡球金屬資源再生（中國）股份有限公司：再生鋁合金錠加工、生產與銷售。
- 和睦集團(Harmony Group)：再生鋁合金錠結轉、保稅倉、出口等銷售。
- 美國金屬出口公司：金屬原料進出口貿易及買賣。

## 外部連結
- 怡球集团 （页面存档备份，存于）